# هيلموت إتش. شايفر
هيلموت إتش. شايفر (بالألمانية: Helmut H. Schaefer)‏ (و. 1925 – 2005 م) هو رياضياتي، وأستاذ جامعي ألماني، ولد في غروسنهاين، كان عضوًا في أكاديمية هايدلبرغ للعلوم والعلوم الإنسانية (منذ 1978)، توفي في توبينغن، عن عمر يناهز 80 عاماً.